# Papirahu
Papirahu est une île d'Estonie.